# Republic F-84 Thunderjet
Chiếc Republic F-84 Thunderjet là một máy bay tiêm kích-ném bom phản lực do Hoa Kỳ chế tạo. Bắt nguồn từ một đề xuất năm 1944 của Không lực Lục quân Hoa Kỳ về một kiểu máy bay tiêm kích bay ngày, chiếc F-84 bay lần đầu vào năm 1946. Mặc dù nó được đưa vào sử dụng năm 1947, Thunderjet chịu nhiều vấn đề về cấu trúc và động cơ đến nỗi một báo cáo năm 1948 của Không quân cho là nó không thể thực hiện bất kỳ khía cạnh nào của nhiệm vụ được dự định và đề nghị chấm dứt chương trình. Chiếc máy bay được xem là chưa sử dụng hoàn toàn cho đến phiên bản F-84D năm 1949 và thiết kế chỉ chín mùi ở phiên bản cuối F-84G được giới thiệu năm 1951. Đến năm 1954, kiểu Thunderjet cánh thẳng được bổ sung thêm các kiểu máy bay tiêm kích cánh xuôi F-84F Thunderstreak và máy bay trinh sát hình ảnh RF-84F Thunderflash.
Chiếc Thunderjet trở nên máy bay tấn công chủ lực của Không quân trong Chiến tranh Triều Tiên, thực hiện 86.408 phi vụ và phá hủy 60% các mục tiêu mặt đất trong cuộc chiến, cũng như là tám chiếc máy bay tiêm kích MiG Xô Viết. Trên phân nửa trong tổng số 7.524 chiếc F-84 được sản xuất phục vụ cho các nước thành viên khối NATO, và nó là kiểu máy bay đầu tiên bay cùng Đội thao diễn Thunderbirds của Không quân Mỹ. Bộ Chỉ huy Không quân Chiến lược sử dụng những chiếc F-84 Thunderjet từ năm 1948 đến 1957.
Chiếc F-84 là kiểu máy bay tiêm kích phản lực sản xuất hàng loạt đầu tiên được tiếp nhiên liệu trên không, cũng là máy bay tiêm kích đầu tiên có khả năng mang bom nguyên tử. Những chiếc F-84 cải tiến được sử dụng trong nhiều dự án khác thường, bao gồm Dự án FICON được mang bên dưới máy bay ném bom mẹ B-29 và B-36, và máy bay thử nghiệm động cơ turbo cánh quạt siêu thanh XF-84H Thunderscreech. 

## Thiết kế và phát triển

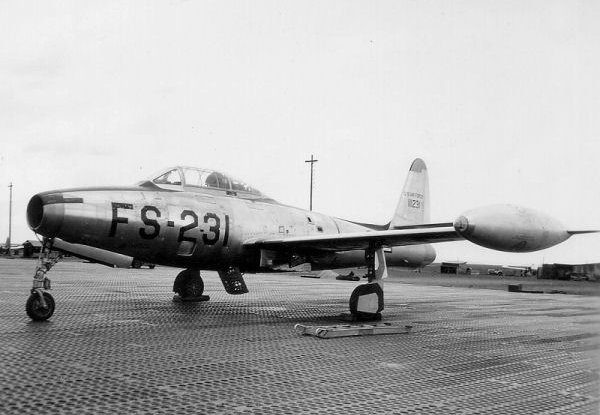
Một chiếc F-84G tại căn cứ không quân Chaumont, Pháp, năm 1953

Năm 1944, nhà thiết kế chính của hãng Republic Aviation, Alexander Kartveli, bắt đầu làm việc trên một kiểu máy bay tiêm kích gắn động cơ turbo phản lực thay thế cho chiếc máy bay tiêm kích động cơ piston P-47 Thunderbolt. Những nỗ lực ban đầu nhằm tái thiết kế khung chiếc P-47 để gắn một động cơ phản lực tỏ ra không hiệu quả do mặt cắt ngang lớn của những kiểu động cơ turbo phản lực lực ép ly tâm đời đầu. Thay vào đó, Kartveli và nhóm của ông thiết kế một máy bay hoàn toàn mới với thân suôn thẳng bị chiếm phần lớn bởi một động cơ turbo phản lực nén theo trục, nhiên liệu được chứa trong những cánh thẳng khá dày. Vào ngày 11 tháng 9 năm 1944, Không lực Lục quân Hoa Kỳ phát hành bản Yêu cầu Hoạt động Tổng quát về một kiểu máy bay tiêm kích ban ngày đạt được tốc độ tối đa 966 km/h (521 knot, 600 mph), bán kính chiến đấu 1.135 km (612 nm, 705 mi), và trang bị sáu súng máy 12,7 mm (0,50 inch) hoặc bốn súng máy 15,2 mm (0,60 inch). Thêm vào đó, máy bay mới sẽ sử dụng kiểu động cơ turbo phản lực General Electric TG-180 nén theo trục vốn sẽ được sản xuất dưới tên gọi Allison J35. Ngày 11 tháng 11 năm 1944, Republic nhận được hợp đồng chế tạo ba chiếc nguyên mẫu của kiểu máy bay mới XP-84.
Vì kiểu thiết kế tỏ ra có triển vọng về tính năng bay vượt hơn chiếc P-80 Shooting Star, và vì Republic đã có kinh nghiệm sâu rộng trong việc chế tạo máy bay tiêm kích một chỗ ngồi, không có cuộc cạnh tranh nào được đưa ra trong hợp đồng này. Cái tên Thunderjet được chọn nhằm tiếp nối truyền thống của Republic Aviation khởi sự với chiếc P-47 (Thunderbolt) đồng thời nhấn mạnh đến phương thức động lực mới. Vào ngày 4 tháng 1 năm 1945, ngay cả trước khi chiếc máy bay cất cánh, Không lực Mỹ mở rộng đơn đặt hàng lên 25 chiếc YP-84A để thử nghiệm hoạt động thực tế và 75 chiếc P-84B sản xuất hằng loạt (sau này đổi lại thành 15 chiếc YP-84A và 85 chiếc P-84B). Trong lúc đó, thử nghiệm trong hầm gió bởi NACA (Ủy ban Tư vấn Hàng không Quốc gia) cho thấy có sự mất ổn định dọc và oằn cánh ổn định ngang ở tốc độ cao. Mối lo ngại về trọng lượng của chiếc máy bay, một mối quan tâm lớn do lực đẩy yếu của các động cơ phản lực đời đầu, nhanh chóng trỗi lên đến mức Không lực phải đặt ra một giới hạn trọng lượng tối đa là 6.078 kg (13.400 lb). Những kết quả khi thử nghiệm sơ khởi được tích hợp vào chiếc nguyên mẫu thứ ba, đặt tên là XP-84A, được trang bị động cơ J35-GE-15 mạnh mẽ hơn với lực đẩy 4.000 lbf (17,8 kN).
Chiếc nguyên mẫu đầu tiên XP-84 được chuyển đến Căn cứ Không lực Muroc (ngày nay là Căn cứ Không quân Edwards) nơi nó bay chuyến bay đầu tiên vào ngày 28 tháng 2 năm 1946 do Thiếu tá William A. Lien điều khiển. Nó được tiếp nối bằng chiếc nguyên mẫu thứ hai vào tháng 8, cả hai được trang bị động cơ J35-GE-7 có công suất lực đẩy 3.745 lb (16,66 kN). 15 chiếc tiền sản xuất YP-84A được chuyển đến Căn cứ Không lực Patterson (ngày nay là Căn cứ Không quân Wright-Patterson) để thử nghiệm hoạt động thực tế. Chúng khác kiểu XP-84 là được nâng cấp động cơ J35-A-15, trang bị sáu súng máy M2 Browning 12,7 mm (0,50 inch), bốn khẩu trước mũi và một khẩu trên mỗi gốc cánh, và thùng nhiên liệu phụ được bố trí trên đầu chót cánh chứa được 870 L (226 US gallon) mỗi cái. Do sự trì hoãn trong việc chuyển giao các động cơ phản lực và việc sản xuất XP-84A, chiếc Thunderjet chỉ trải qua những cuộc bay thử nghiệm giới hạn vào thời gian những chiếc P-84B sản xuất hằng loạt bắt đầu lăn bánh ra khỏi dây chuyền sản xuất năm 1947. Đặc biệt, ảnh hưởng của các thùng nhiên liệu phụ trên đầu chót cánh đến việc điều khiển bay đã không được nghiên cứu cẩn thận đã gây ra một số sự cố sau này.
Tiếp theo sau sự thành lập Không quân Hoa Kỳ năm 1947, hạng máy bay Pursuit (cường kích) được thay thế bằng hạng máy bay Fighter (chiến đấu), và chiếc P-84 trở thành F-84.
F-84 được bố trí đến Phi đoàn Tiêm kích 27, Phi đoàn Tiêm kích Hộ tống 27, Phi đoàn Tiêm kích Chiến lược 27, Phi đoàn Tiêm kích Hộ tống 31, Phi đoàn Tiêm kích 127, Phi đoàn Tiêm kích Hộ tống 127, Phi đoàn Tiêm kích Chiến lược 127, Phi đoàn Tiêm kích Chiến lược 407 và Phi đoàn Tiêm kích Chiến lược 506 thuộc Bộ chỉ huy Không quân Chiến lược từ năm 1947 đến năm 1958.

## Lịch sử hoạt động
Chiếc F-84B, vốn khác biệt chiếc YP-84A chỉ ở chỗ có súng máy M3 bắn nhanh hơn, được đưa vào hoạt động với Không đoàn Tiêm kích 14 tại Căn cứ Không quân Dow, Bangor, Maine vào tháng 12 năm 1947. Lập tức phải áp dụng các giới hạn khi bay, giới hạn tốc độ tối đa xuống Mach 0,8 do hiện tượng đảo lộn trong điều khiển, và giới hạn gia tốc tối đa đến 5,5 G vì những tổn hại đến lớp vỏ thân máy bay. Vấn đề càng tồi tệ hơn khi thiếu hụt phụ tùng thay thế và khó khăn khi bảo trì làm cho chiếc máy bay được gán tên lóng "Mechanic's Nightmare" (Ác mộng của cơ khí). Vào ngày 24 tháng 5 năm 1948, cả đội máy bay F-84B phải dừng bay do các hỏng hóc vì cấu trúc.
Một cuộc điều tra toàn bộ chương trình F-84 năm 1948 khám phá ra rằng không có chiếc nào trong số máy bay F-84B hay F-84C có thể xem là hoạt động được hay có khả năng thực hiện các nhiệm vụ dự định dành cho nó. Chương trình Thunderjet được cứu thoát khỏi hủy bỏ nhờ thực tế là kiểu F-84D, vốn đang được sản xuất, đã khắc phục thỏa mãn các lỗi chính. Một cuộc so sánh cạnh tranh với chiếc F-80 cho thấy rằng trong khi chiếc Shooting Star có đường băng cất cánh ngắn hơn, tốc độ lên cao ở độ cao thấp tốt hơn và độ cơ động xuất sắc, chiếc F-84 lại có thể mang một tải trọng chiến đấu nặng hơn, nhanh hơn, tính năng bay ở tầm cao tốt hơn và tầm bay xa hơn. Như là một biện pháp tạm thời, Không quân Mỹ vào năm 1949 chi tiêu 8 triệu Đô la Mỹ để thực hiện nâng cấp 100 chiếc F-84B đang có, chủ yếu là gia cố lại cánh. Cho dù có những cải tiến trong kết quả, những chiếc F-84B vẫn bị rút khỏi hoạt động thường trực vào năm 1952.
Phiên bản F-84C sử dụng loại động cơ J35-A-13 có độ tin cậy khá hơn phần nào và một vài tinh chỉnh cơ khí. Vì gần như tương tự với phiên bản F-84B, phiên bản C chịu đựng mọi khiếm khuyết giống nhau và phải trải qua chương trình nâng cấp cấu trúc tương tự vào năm 1949. Mọi chiếc F-84C được rút khỏi hoạt động thường trực vào năm 1952.
Những cải tiến về cấu trúc được tích hợp tại nhà máy trên phiên bản F-84D và được đưa ra sử dụng vào năm 1949. Cánh được bọc bằng lớp vỏ nhôm dày hơn, hộ thống nhiên liệu được ôn đới hóa và có khả năng sử dụng loại nhiên liệu JP-4, và trang bị động cơ mạnh hơn J35-A-17 với lực đẩy 5.000 lbf (22,24 kN). Người ta khám phá ra rằng những thùng nhiên liệu phụ ở đầu chót cánh chưa được thử nghiệm đã góp phần vào việc hư hỏng cấu trúc cánh do gây nên lực xoắn đáng kể khi cơ động với gia tốc G cao. Để sửa chữa điểm này, những vây nhỏ hình tam giác được thêm vào phía ngoài các thùng nhiên liệu. Chiếc F-84D được rút ra khỏi hoạt động thường trực của Không quân vào năm 1952 và ra khỏi lực lượng Không lực Vệ binh Quốc gia năm 1957.
Phiên bản Thunderjet hiệu quả và có đầy đủ khả năng đầu tiên là kiểu F-84E được đưa vào hoạt động từ năm 1949. Chiếc máy bay được trang bị động cơ J35-A-17, cánh được gia cố thêm nữa, thân được kéo dài thêm 30 cm (12 inch) phía trước cánh và 76 mm (3 inch) phía sau cánh để mở rộng buồng lái và khoang chứa thiết bị điện tử, một bộ ngắm vũ khí A-1C với radar APG-30 và khả năng mang thêm một cặp thùng nhiên liệu phụ 871 L (230 US gallon) ở đế bên dưới cánh. Cải tiến cuối cùng đã giúp tăng tầm bán kính chiến đấu từ 1.370 lên 1.610 km (740 lên 870 hải lý, 850 lên 1.000 dặm). Nhưng cho dù có các cải tiến đó, thời gian hoạt động thường trực của nó vẫn kém, chỉ đạt phân nửa số máy bay hoạt động trong mọi thời điểm. Điều này chủ yếu là do việc thiếu hụt trầm trọng phụ tùng cho động cơ Allison. Người ta đã hy vọng là chiếc F-84E sẽ bay 25 giờ mỗi tháng, tích lũy được 100 giờ bay trước khi đại tu động cơ. Thực tế hoạt động trong Chiến tranh Triều Tiên và khi được bố trí tại Khối NATO nhanh chóng vượt quá mức khả năng cung ứng và khả năng sản xuất động cơ mới của Allison. Chiếc F-84E được rút khỏi hoạt động của Không quân vào năm 1956, và nán lại với các đơn vị Không lực Vệ binh Quốc gia cho đến năm 1959.
Phiên bản F-84 cánh thẳng cuối cùng là kiểu F-84G được đưa vào hoạt động từ năm 1951. Chiếc máy bay được trang bị một vòi tiếp nhiên liệu trên không nơi cánh trái, hệ thống lái tự động, hệ thống hạ cánh tự động bằng công cụ, động cơ J35-A-29 với lực đẩy 5.560 lbf (24,73 kN), và khả năng mang được một bom nguyên tử Mark 7. Chiếc F-84G được rút khỏi hoạt động của Không quân vào giữa những năm 1960.

### Lái chiếc Thunderjet
Tiêu biểu cho đa số những máy bay phản lực đời đầu, tính năng bay lúc cất cánh của chiếc Thunderjet khá kém cõi. Trong khí hậu nóng bức mùa Hè ở Triều Tiên và một tải trọng chiến đấu đầy đủ, chiếc máy bay thường đòi hỏi khoảng đường băng dài đến 3.050 m (10.000 ft.) để cất cánh cho dù đã có các rocket đẩy RATO hỗ trợ (mang theo hai hoặc bốn rocket, mỗi chiếc cung cấp một lực đẩy bổ sung là 1.000 lbf (4,45 kN) trong vòng 14 giây). Ngoại trừ chiếc máy bay dẫn đầu, những chiếc khác có tầm nhìn bị che chắn do khói dày đặc phát ra từ những rocket này. Những chiếc F-84 đầu tiên phải cất cánh ở tốc độ 260 km/h (140 knots, 160 mph) với cần điều khiển kéo hết về phía sau, và hạ cánh cũng với tốc độ tương đương như vậy. Để so sánh, chiếc P-51 Mustang hạ cánh ở tốc độ khoảng 190 km/h (100 knots, 120 mph). Cho dù có tốc độ hạ cánh khá cao, chiếc Thunderjet có thể bay dễ dàng bằng công cụ và gió ngang không phải là một vấn đề.
Nhờ vào kiểu cánh ngang và dày, chiếc Thunderjet có được đặc tính khí động học khá tốt và có thể dễ dàng đạt được tốc độ giới hạn Mach 0,82 khi động cơ hoạt động toàn phần ở cao độ thấp. Chiếc máy bay có đủ lực đẩy để có thể bay nhanh hơn, nhưng vượt quá tốc độ giới hạn trên ở cao độ thấp gây hậu quả góc mũi khá mạnh và hỏng cấu trúc có thể gây gảy cánh. Ở độ cao trên 4.600 m (15.000 ft.), chiếc F-84 có thể bay nhanh hơn, nhưng phải trả giá là bị dập dềnh nghiêm trọng. May mắn là, tốc độ bay cho phép điều khiển dễ dàng để thực hiện ném bom bổ nhào từ độ cao 3.000 m (10.000 ft). Giới hạn tốc độ tối đa tỏ ra khá bất tiện khi đối đầu cùng những chiếc máy bay Mikoyan-Gurevich MiG-15 Xô Viết tại Triều Tiên. Bay chậm hơn những chiếc MiG, F-84 lại không thể quay vòng gắt khi chỉ chịu được áp lực gia tốc tức thời tối đa là 3G, rồi sau đó chịu mất tốc độ khá nhanh. Một phi công F-84E từng bắn hạ được hai chiếc máy bay MiG đã ghi được chiến công thứ hai của mình bằng cách lái máy bay của mình vào thế ngóc mũi có chủ định. Những chiếc MiG theo đuổi anh ta đã không thể bắt kịp kiểu cơ động mạnh bạo này và một chiếc đã bị rơi xuống đất. May mắn cho viên phi công là chiếc máy bay không bị vỡ ra nhưng khung máy bay bị hư hại nặng nề. Chiếc F-84 là một bệ súng vững chắc và hệ thống máy tính ngắm đã hỗ trợ cho việc ném bom và bắn chính xác. Phi công thường tán dương chiếc máy bay của Republic về tính vững chắc đã trở thành huyền thoại.
Phi công đặt tên lóng cho chiếc Thunderjet là "The Lead Sled." Nó cũng còn được gọi bằng những cái tên khác như "The Iron Crowbar," "a hole sucking air," "The Hog " ("The Groundhog"), và "The World's Fastest Tricycle" (chiếc ba bánh nhanh nhất thế giới) như là chứng cứ cho đường lăn cất cánh quá dài.

### Chiến tranh Triều Tiên
Chiếc Thunderjet có thành tích hoạt động nổi bật trong Chiến tranh Triều Tiên. Cho dù phiên bản F-84B và F-84C không thể bố trí được vì động cơ J35 của chúng có tuổi thọ hoạt động chỉ được 40 giờ, phiên bản F-84D và F-84E được đưa vào chiến đấu tại Liên đội Tiêm kích Hộ tống 27 vào ngày 7 tháng 12 năm 1950. Ban đầu chiếc máy bay được giao phó vai trò hộ tống những chiếc máy bay ném bom B-29 Superfortress. Chiến công không chiến đầu tiên của chiếc Thunderjet được ghi vào ngày 21 tháng 1 năm 1951 với giá phải trả là hai chiếc F-84 bị mất. Chiếc F-84 thuộc về một thế hệ tụt hậu so với kiểu máy bay cánh xuôi Xô Viết Mikoyan-Gurevich MiG-15 và bị nó qua mặt, đặc biệt là khi những chiếc MiG này được phi công Liên Xô cầm lái, và nhiệm vụ đối đầu những chiếc MiG này được nhanh chóng chuyển cho những chiếc F-86 Sabre. Giống như chiếc tiền nhiệm P-47 nổi tiếng, F-84 được chuyển sang vai trò can thiệp tầm thấp mà nó hoạt động nổi trội hơn.
Chiếc F-84 đã bay tổng cộng 86.408 phi vụ, ném 50.427 tấn (111.171.000 lb) bom và 5.560 tấn (12.258.000 lb) bom napalm. Không quân Hoa Kỳ ghi nhận F-84 đã chịu trách nhiệm đến 60% các mục tiêu mặt đất bị tiêu diệt trong cuộc chiến. Hoạt động đáng kể nhất của F-84 là cuộc tấn công đập Sui-ho năm 1952. Trong cuộc chiến này, F-84 trở thành máy bay tiêm kích Hoa Kỳ đầu tiên áp dụng tiếp nhiên liệu trên không. Trong không chiến, phi công F-84 bắn rơi được tám máy bay MiG-15 nhưng bị thiệt hại đến 64 máy bay. Có tổng cộng 335 máy bay bị mất thuộc các phiên bản F-84D, E và G.

### Các thành tích đáng kể[1]
- Chiếc F-84 là máy bay đầu tiên được [[Đội thao diễn hàng không Thunderbirds sử dụng, đã bay những chiếc F-84G Thunderjet từ năm 1953 đến năm 1955 và chiếc F-84F Thunderstreak từ năm 1955 đến năm 1956. Chiếc F-84E cũng được Đội thao diễn hàng không Skyblazers của Không lực Hoa Kỳ tại châu Âu (USAFE) sử dụng từ năm 1950 đến năm 1955.
- Vào ngày 7 tháng 9 năm 1946, chiếc nguyên mẫu thứ hai XP-84 đã lập kỷ lục quốc gia về tốc độ 977,2 km/h (527,6 knot, 607,2 mph), chỉ hơi chậm hơn so với kỷ lục thế giới 985,2 km/h (532,0 knot, 612,2 mph) của chiếc máy bay Anh Gloster Meteor.
- Vào ngày 22 tháng 9 năm 1950, hai chiếc EF-84E đã bay vượt Đại Tây Dương từ Anh Quốc sang Hoa Kỳ. Một chiếc bị hết nhiên liệu bên trên bầu trời Newfoundland, Canada nhưng chiếc kia đã thành công trong chuyến bay kéo dài 10 giờ 2 phút và ba lần tiếp nhiên liệu trên không. Chuyến bay đã chứng tỏ rằng một số lượng lớn máy bay tiêm kích có thể được chuyển nhanh chóng vượt Đại Tây Dương.
- F-84G là máy bay tiêm kích đầu tiên có khả năng tiếp nhiên liệu trên không có sẵn và là máy bay một chỗ ngồi đầu tiên có khả năng mang một bom nguyên tử.
- Vào ngày 20 tháng 8 năm 1953, 17 chiếc F-84G sử dụng phương thức tiếp nhiên liệu trên không đã bay từ Hoa Kỳ sang Anh Quốc. Cuộc hành trình 7.220 km (4.485 dặm/3.900 hải lý) là chuyến bay không nghỉ dài nhất từng được những máy bay phản lực thực hiện.

Đến giữa những năm 1960, chiếc F-84/F-84F được thay thế bởi F-100 Super Sabre và kiểu RF-84F được thay bằng RF-101 Voodoo tại các đơn vị Không quân Hoa Kỳ, được chuyển xuống các nhiệm vụ trong Không lực Vệ binh Quốc gia. Chiếc F-84F Thunderflash cuối cùng nghỉ hưu khỏi lực lượng Vệ binh Quốc gia vào năm 1971. Ba chiếc RF-84F của Không quân Hy Lạp nghỉ hưu vào năm 1991 là những chiếc F-84 hoạt động cuối cùng.

## Các phiên bản

### Các phiên bản cánh ngang
XP-84Hai chiếc nguyên mẫu đầu tiên.
XP-84AChiếc nguyên mẫu thứ ba với động cơ J35-GE-15 mạnh hơn.
YP-84AMáy bay thử nghiệm hoạt động thực tế; có 15 chiếc được chế tạo.
P-84B (F-84B)Phiên bản sản xuất đầu tiên, trang bị động cơ J35-A-15; có 226 chiếc được chế tạo.
EF-84BHai chiếc F-84B được cải biến thành máy bay tiêm kích ký sinh để được gắn lên đầu cánh một chiếc máy bay ném bom ETB-29 trong Kế hoạch Tom-Tom.
F-84CPhiên bản quay lại kiểu động cơ J35-A-13 tin cậy hơn, cải tiến các hệ thống nhiên liệu, thủy lực và điện; có 191 chiếc được chế tạo.
F-84DPhiên bản trang bị động cơ J35-A-17, nhiều cải tiến về cấu trúc. Ống Pitot được chuyển từ vây đuôi đến ngăn ống hút gió và những vây nhỏ hình tam giác được thêm vào phía ngoài các thùng nhiên liệu; có 154 chiếc được chế tạo.
F-84EPhiên bản trang bị động cơ J35-A-17D, radar Sperry AN/APG-30, thân được kéo dài thêm 30 cm (12 inch) để có một buồng lái rộng hơn, các đế thu vào được dành cho rocket RATO hỗ trợ cất cánh, các đế "ướt" cánh phía trong cho phép mang thêm một cặp thùng nhiên liệu 885 L (230 US gal). Có thể phân biệt với những phiên bản trước đó do sự hiện diện của hai lỗ thông nhiên liệu dưới bụng. Đa số các máy bay được tái trang bị kiểu nóc buồng lái được tăng cường của phiên bản F-84G; có 843 chiếc được chế tạo.
EF-84EHai chiếc F-84E được cải biến thành máy bay nguyên mẫu dùng trong thử nghiệm những phương pháp tiếp nhiên liệu trên không khác nhau.
F-84GPhiên bản máy bay tiêm kích-ném bom có khả năng ném bom nguyên tử Mark 7 sử dụng LABS, trang bị động cơ J35-A-29, lái tự động, khả năng tiếp nhiên liệu trong khi bay sử dụng cả hai phương pháp dùng phểu (gắn trên mép trước cánh trái) và vòi (gắn trên thùng nhiên liệu đầu chót cánh), áp dụng nóc buồng lái kiều nhiều khung mà sau này tái trang bị cho các phiên bản F-84 cánh thẳng cũ hơn. Có 3.025 chiếc được chế tạo (1.936 chiếc cho khối NATO trong chương trình MDAP).
EF-84GPhiên bản thử nghiệm cất cánh đường băng bằng 0 để phòng thủ điểm, sử dụng rocket đẩy từ kiểu tên lửa hành trình MGM-1 Matador, không được đưa vào sản xuất.
F-84KX80 chiếc F-84B cũ của Không quân Hoa Kỳ được cải biến thành mục tiêu kéo theo dành cho Hải quân Hoa Kỳ.

### Các phiên bản cánh xuôi
YF-84FHai chiếc nguyên mẫu cánh xuôi cải biến từ kiểu F-84F, ban đầu được đặt tên là YF-96.
F-84F ThunderstreakPhiên bản cánh xuôi trang bị động cơ Wright J65.
RF-84F ThunderflashPhiên bản trinh sá hình ảnh F-84F, có 715 chiếc được chế tạo.
XF-84H ThunderscreechPhiên bản thử nghiệm turbo cánh quạt siêu thanh.
YF-84J2 chiếc máy bay được cải biến trang bị động cơ General Electric J73.

## Các nước sử dụng

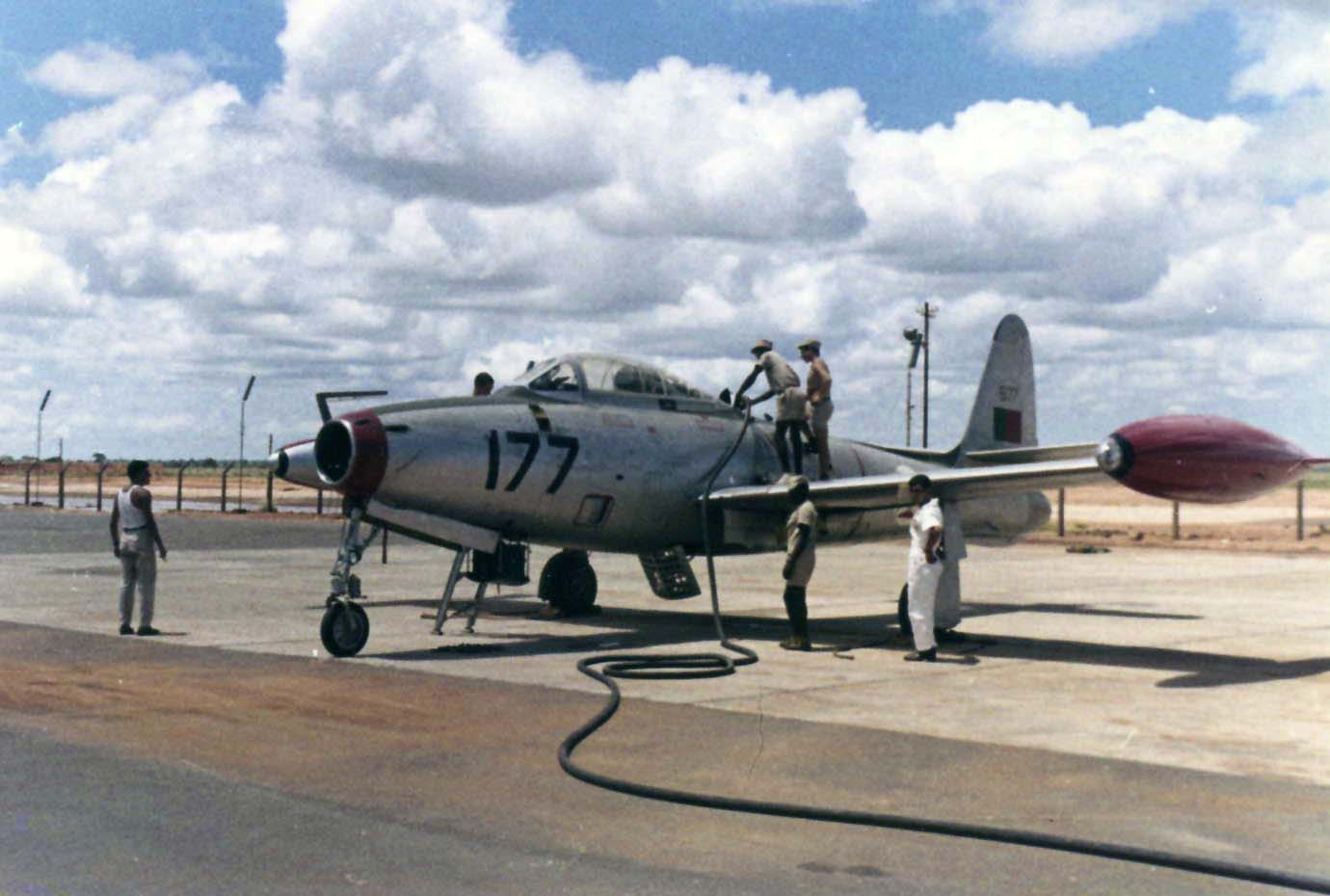
F-84 Thunderjet của Không quân Bồ Đào Nha.

Bỉ
- Không quân Bỉ

 Đài Loan
- Không quân Trung Hoa Dân Quốc

 Đan Mạch
- Không quân Đan Mạch

 Pháp
- Không quân Pháp

 Đức
- Không quân Đức

 Greece
- Không quân Hy Lạp

 Iran
- Không quân Hoàng gia Iran

 Ý
- Không quân Italy

 Hà Lan
- Không quân Hà Lan

 Na Uy
- Không quân Na Uy

 Bồ Đào Nha
- Không quân Bồ Đào Nha

 Thái Lan
- Không quân Hoàng gia Thái Lan

 Thổ Nhĩ Kỳ
- Không quân Thổ Nhĩ Kỳ

 Hoa Kỳ
- Không quân Hoa Kỳ

 Nam Tư
- Không quân Nam Tư

## Đặc điểm kỹ thuật (F-84G Thunderjet)

F-84C

Tham khảo: Encyclopedia of US Air Force Aircraft and Missile Systems

### Đặc tính chung
- Đội bay: 01 người
- Chiều dài: 11.60 m (38 ft 1 in)
- Sải cánh: 11,10 m (36 ft 5 in)
- Chiều cao: 3,84 m (12 ft 7 in)
- Diện tích bề mặt cánh: 24 m² (260 ft²)
- Lực nâng của cánh: 342 kg/m² (70 lb/ft²)
- Trọng lượng không tải: 5.200 kg (11.470 lb)
- Trọng lượng có tải: 8.200 kg (18.080 lb)
- Trọng lượng cất cánh tối đa: 10.585 kg (23.340 lb)
- Động cơ: 1 x động cơ Allison J35-A-29 turbo phản lực, lực đẩy 5.560 lbf (24,89 kN)

### Đặc tính bay
- Tốc độ lớn nhất: 1.000 km/h (540 knot, 622 mph)
- Tốc độ bay đường trường: 770 km/h (413 knot, 475 mph)
- Tầm bay tối đa: 3.200 km (1.700 nm, 2.000 mi) với thùng nhiên liệu phụ
- Bán kính chiến đấu: 1.600 km (870 nm, 1.000 mi)
- Trần bay: 12.350 m (40.500 ft)
- Tốc độ lên cao: 19,1 m/s (3.765 ft/min)
- Tỉ lệ lực đẩy/khối lượng: 0,31

### Vũ khí
- 6 x súng máy Browning M2 12,7 mm (0,50 in), 300 viên đạn mỗi khẩu
- 2.020 kg (4.450 lb) bom và rocket, kể cả một trái bom nguyên tử Mark 7

### Thiết bị điện tử
- Thiết bị ngắm súng A-1CM hay A-4 với radar đo tầm xa APG-30 hay MK-18

## Nội dung liên quan

### Máy bay liên quan
- F-84F Thunderstreak
- XF-84H Thunderscreech
- XF-91 Thunderceptor

### Máy bay tương tự
- Dassault Ouragan
- de Havilland Venom
- Gloster Meteor
- Grumman F9F Panther
- Grumman F9F Cougar

### Trình tự thiết kế
- Không lực trước năm 1948:
  - P-80 - XP-81 - P-82 - XP-83 - P-84 - XP-85 - P-86 - XP-87
- Không quân sau năm 1948:
  - F-80 - F-81 - F-82 - XF-83 - F-84 - XF-85 - F-86 - XF-87

### Danh sách liên quan
- Danh sách máy bay chiến đấu
- Danh sách máy bay quân sự Hoa Kỳ